# Wordt Vervolgd (tijdschrift)
Wordt Vervolgd is een Nederlands magazine over mensenrechten uitgegeven door Nederlandse afdeling van Amnesty International. Het tijdschrift beoogt brede informatie te geven over mensenrechten en de discussie daarover te bevorderen, met onder meer reportages, beeldverhalen, interviews en columns. De redactie werkt op grondslag van een onafhankelijk redactiestatuut. Toezicht op naleving ervan berust bij de redactieraad. Standpunten die in het blad worden verwoord vertegenwoordigen niet noodzakelijkerwijs die van Amnesty International.

## Oprichting
In 1968 werd de Nederlandse afdeling van Amnesty International opgericht. In september vergaderden drie van de oprichters Cornelis van der Vlies, Herbart Ruitenberg en toenmalig hoofdredacteur van de Nieuwe Rotterdamse Courant Alexander Stempels over de nieuwsbrief die die nieuwe ledenvereniging moest hebben. Over strategie, bladformules en dergelijke werd nauwelijks gesproken. Wel stonden ze langer stil bij de naam van de nieuwsbrief. "Amnesty-nieuws" of iets dergelijks vonden ze te saai. Het moest spannender. Van der Vlies stelde "Wordt Vervolgd" voor, vanwege de dubbele betekenis. Die naam zou het worden. Ruitenberg typte vervolgens het nummer, stencilde het, en maakte de 110 exemplaren verzendklaar. Op 21 september 1968 kregen de Amnesty-leden van het eerste uur het eerste exemplaar van Wordt Vervolgd.

## Onafhankelijk
In 1976 werd Herbart Ruitenberg hoofdredacteur van Wordt Vervolgd. Het blad had zich ontwikkeld tot een journalistiek medium, en had een onafhankelijke status verworven. Ruitenberg zei hierover in 2008 bij het 40-jarige jubileum van Wordt Vervolgd dat dat de redding was geweest van het blad. Ruitenberg: "Amnesty moet haar leden serieus nemen en beseffen dat het niet het alleenrecht op de waarheid heeft. In die tijd, de jaren zeventig, wilden velen binnen Amnesty Wordt Vervolgd voor acties gebruiken. Maar dat was niet de functie van het blad. Je moet mensen niet overspoelen met je eigen informatie, maar discussie op gang brengen. Lezers moeten eigen keuzes kunnen maken, dan win je hun vertrouwen. Propaganda is niet lang houdbaar."

## Medewerkers
Hoofdredacteur sinds 2019 is Padu Boerstra. Vaste columnisten zijn Arnon Grunberg en Linda Bilal. Andere bekende medewerkers uit heden en verleden zijn onder anderen Linda Polman, Gerard van Westerloo, Yoeri Albrecht, Michiel Zonneveld, Frénk van der Linden, Michiel Hulshof en Jelle Brandt Corstius.

## Hoofdredacteuren
- 1976 - Herbart Ruitenberg
- 1983-1990 - Paul van der Erve
- 1990-1993 - Martin de Koning
- 1993-2006 - Willem Offenberg
- 2006-2011 - Monique van Ravenstein
- 2008-2009 - Yoeri Albrecht
- 2015 - Marnix de Bruyne
- 2011-2018 - Arend Hulshof
- 2019-heden - Padu Boerstra

## Trivia
- In een interview in het novembernummer 2006 van Wordt Vervolgd introduceerde oud-premier Ruud Lubbers de term ontverdonken. Hij uitte scherpe kritiek op het asielbeleid van toenmalig minister Rita Verdonk en vond dat Nederland moest 'ontverdonken'.
- Wordt Vervolgd ontdekte eind 2010 dat de Chinese vertaling van het boek Komt een vrouw bij de dokter van Kluun nogal gecensureerd was. Veel seksscènes waren eruit gelaten. "Lekker wijf" werd vertaald in: "Leuk meisje". De scène waarin hoofdpersoon Stijn zichzelf bevredigt terwijl hij naar een pornofilm kijkt, werd vertaald met: "hij troost zichzelf". Wel bleef een prostitueebezoek intact. En ook de afhaalchinees bleef in het Chinees: afhaalchinees.